# Reichenowtaube
Die Reichenowtaube (Streptopelia reichenowi) ist eine im östlichen Afrika beheimatete monotypische Taubenart. Die Art wird von der IUCN als potentiell gefährdet (near threatened) eingestuft.

## Erscheinungsbild
Die Reichenowtaube erreicht eine Körperlänge von 25 Zentimetern. Sie ist damit etwa kleiner als eine Lachtaube. 11 Zentimeter der Gesamtkörperlänge entfallen auf den Schwanz. Der Schnabel hat eine Länge von 1,5 bis 1,7 Zentimeter. Es existiert kein Geschlechtsdimorphismus.
Der Kopf der Reichenowtaube ist dunkel blaugrau. Die Kehle ist hell, die Brust und die Flanken sind matt blaugrau. Der Mantel und der Rücken sind matt erdbraun. Im Nacken verläuft ein schwarzes Halsband. Die äußeren Flügeldecken sind matt blaugrau mit breiten hellen Außensäumen. Die Hand- und Armschwingen sind dunkel olivbraun bis schwärzlich. Die Oberschwanzdecken sind matt olivbraun. Das mittlere Paar der Schwanzfedern ist braun, die äußeren Schwanzfedern sind braun mit grauen Außenfahnen und weißen Enden. Die Brust ist aschgrau, der Bauch und die Unterschwanzdecken sind weißlich. Der Schnabel ist dunkel, die Iris ist gelblich. Die Füße sind rötlich.

## Verwechselungsmöglichkeiten
Im Verbreitungsgebiet der Reichenowtaube kommen vier weitere Turteltaubenarten vor, mit der sie verwechselt werden kann.
Die Kapturteltaube ist von ähnlicher Größe, aber deutlich blasser. Ihr Gefieder hat einen geringeren Braunanteil als das der Reichenowtaube. Die Körperunterseite der Kapturteltaube ist außerdem weniger blass als die der Reichenowtaube. Die Nordafrikanische Lachtaube ist ebenfalls von ähnlicher Größe. Sie hat aber ein Gefieder mit einem wärmeren Braunton. Die Körperunterseite ist deutlich rosafarbener. Die Iris dieser Art ist rot und nicht gelblich wie bei der Reichenowtaube.
Die Brillentaube ist größer und hat einen kräftigeren Körperbau. Sie hat außerdem ein breiteres Halsband. Auf der Körperoberseite ist sie bräunlicher. Auch die Brillentaube hat eine rote Iris. Die Halbmondtaube ist deutlich größer als die Reichenowtaube, ist auf der Körperoberseite deutlich dunkler und hat einen blass rosafarbenen Kopf und eine ebenso gefärbte Körperunterseite. Auch sie hat einen roten Orbitalring und eine rote Iris.

## Verbreitung und Lebensraum
Die Reichenowtaube hat ein vergleichsweise kleines Verbreitungsgebiet. Sie kommt ausschließlich in Ostafrika vor, wo sie Flusstäler im südlichen Somalia, im südlichen Äthiopien und im äußersten Norden Kenia besiedelt.
Die Reichenowtaube ist eine waldbewohnende Art, die in Äthiopien grundsätzlich nicht weiter als zwei Kilometer von Flussläufen entfernt zu finden ist. Lediglich in Regionen mit ausgedehnten Bewässerungssystemen ist sie von Gewässern auch weiter entfernt zu finden. In Somalia meidet sie Akazienwälder und kommt nur in Beständen von Äthiopischen Palmyrapalmen und Doumpalmen vor.

## Lebensweise
Die Lebensweise der Reichenowtaube ist bislang zur sehr unzureichend untersucht. Sie lebt in kleinen Trupps und ist häufig mit Brillentauben und Kapturteltauben assoziiert. Nahrung sucht sie überwiegend am Boden. Sie pickt Beeren und kleine Früchte gelegentlich jedoch direkt von den Ästen kleiner Bäume und Sträuchern. Ihr Nahrungsspektrum besteht ansonsten aus Sämereien. Die Fortpflanzungszeit fällt in die Monate Januar und Februar. Das Nest ist eine taubentypische lose Plattform aus kleinen Ästchen und wird in einem kleinen Baum oder Strauch gebaut. Das Gelege besteht aus zwei Eiern.

## Dedikationsnamen
Der deutsche Name und das Artepitheton ehren den deutschen Ornithologen Anton Reichenow (1847–1941). Reichenow arbeitete ab 1874 am Museum für Naturkunde, Berlin und war zuletzt essen stellvertretender Direktor. 1893 wurde er Generalsekretär der Deutschen Ornithologischen Gesellschaft und von 1893 bis 1921 war er Chefredakteur des Journal für Ornithologie. Als Spezialist für die afrikanische Vogelwelt brachte er drei Bände Die Vögel Afrikas heraus (1900 bis 1905).